# The Vampire’s Revenge
The Vampire’s Revenge ist ein Jazzalbum von Dom Minasi. Die in The Studio, New York City, am 12. Mai, 20. September, 7. und 16. Oktober 2005 sowie am 28. Juni 2005 bei Systems Two, Brooklyn entstandenen Aufnahmen erschienen 2006 auf Minasis Label CDM Records.

## Hintergrund
Inspiriert vom Romanzyklus „Chronik der Vampire“ (1976–2018) von Anne Rice schrieb Minasi 2006 das Werk The Vampire’s Revenge, das er mit seinem Trio und Gastmusikern einspielte. Der Bassist Ken Filiano und der Schlagzeuger Jackson Krall sind neben Minasi die beiden Konstanten des Albums. 19 verschiedene Gäste treten auf; dazu gehören u. a. auch die Holzbläser Mark Whitecage, Joe McPhee und Blaise Siwula, die Blechbläser Steve Swell, Herb Robertson und Paul Smoker, die Pianisten Matthew Shipp und Borah Bergman und die Streicher Jason Kao Hwang und Tomas Ulrich.

## Titelliste
- Dom Minasi: The Vampire’s Revenge (CDM Records CDM 1006)[1]

CD1
1. The Seduction 9:54
2. Who's Your Dentist? 8:30
3. Just One More Bite 11:29
4. The Transformation 6:28
5. The Dark Side 13:15
6. The First Day 9:46

CD2
1. Blood Lust 17:25
2. The Hunt 13:18
3. Where You Gonna' Go? Where You Gonna Hide? 12:26
4. The Vampire's Revenge 9:34

Die Kompositionen stammen von Dom Minasi.

## Besetzung
- Trompete – Herb Robertson (Titel: 1-3, 1-4, 2-1, 2-4)
- Flügelhorn – Paul Smoker (Titel: 2-1, 2-2)
- Posaune – Steve Swell (Titel: 1-3, 1-4, 1-6, 2-1, 2-2, 2-4)
- Altsaxophon – Blaise Siwula (Titel 2-3), Mark Whitecage (Titel 1-6), Ras Moshe (Titel 2-1, 2-4)
- Sopransaxophon – Joe Giardullo (Titel: 1-2), John Gunther (Titel: 2-1)
- Tenorsaxophon – Joe McPhee (Titel: 2-1, 2-2), John Gunther (Titel: 1-3, 2-4), Sabir Mateen (Titel: 2-2)
- Klarinette – Perry Robinson (Titel: 1-1)
- Flöte – John Gunther (Titel: 1–4), Ras Moshe (Titel: 1–4)
- Akustische Gitarre [12 Saiten], E-Gitarre – Dom Minasi
- Piano – Borah Bergman (Titel: 2-1), Matthew Shipp (Titel: 1-5)
- Cello – Tomas Ulrich (Titel: 1-2 bis 1-4, 2-1, 2-4)
- Violine – Jason Kao Hwang (Titel: 1-2 bis 1-4, 2-1, 2-4)
- Bass – François Grillot (Titel: 1-3, 1-4, 2-1, 2-4), Ken Filiano
- Schlagzeug – Jackson Krall
- Elektronik – Ken Filiano (Titel: 1-1, 2-2, 2-3)
- Gesang [Rezitativ] – Peter Ratray (Titel: 2-3)
- Stimme – Carol Mennie (Titel: 1-3, 1-6)
- Dirigent – Byron Olson (Titel: 1-3, 1-4, 2-1, 2-4)

## Rezeption

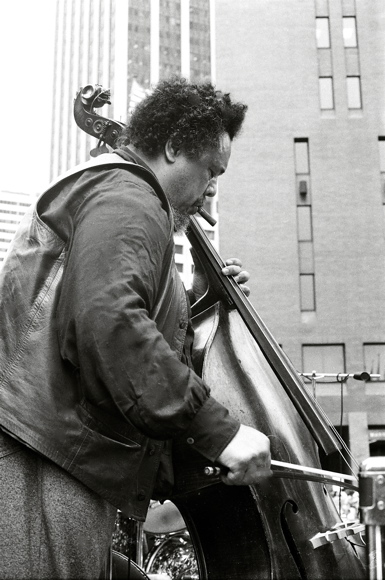
Charles Mingus 1976

Nach Ansicht von Jochem van Dijk, der das Album in All About Jazz rezensierte, sei Dom Minasis The Vampire’s Revenge nicht nur ein Tonträger, sondern ein „Ereignis“. 22 der geschicktesten Improvisatoren New Yorks, verteilt auf Gruppierungen unterschiedlicher Größe von zwei bis 13 Musikern, spielen zehn von Minasis experimentierfreudigen und gut ausgearbeiteten Kompositionen. Manchmal, wie bei „The Seduction“, wechsle ein kurzes, wiederkehrendes Motiv mit freien Improvisationsabschnitten. Häufiger jedoch würden improvisierter und durchkomponierter Kontrapunkt nebeneinander koexistieren, entweder friedlich, wie bei „Who's Your Dentist“, oder kriegerischer in guter alter Mingus-Manier, wie bei „The Transformation“. Minasi habe The Vampire’s Revenge zu einer Hommage an die Musikalität gemacht. Dieser selbst spielte seine Gitarre so gut wie eh und je, aber der Fokus dieses Projekts liege auf Minasi als Komponisten und musikalischem Leiter.
Der Gitarrist Dom Minasi hat für The Vampire’s Revenge zehn Kompositionen geschaffen, bei denen das Thema (die Erzählungen von Anne Rice) in den meisten Fällen eher als Muse denn als zugrunde liegendes Thema der Musik fungiere, schrieb Mike Shanley in JazzTimes. Im unheimlichen „The Transformation“ würde die Mischung aus Flöten, Blechbläsern und Streichern ein eher unheimliches und unterhaltsames Bild erwecken. Aber häufiger klinge das Ensemble unkonzentriert und Minasi scheint nicht über manisches Geklimper und Hühnerkratzgeräusche hinauszukommen. Gesang sei in der freien Musik immer eine heikle Angelegenheit, und Carol Mennies opernhaftes Jubeln in zwei Liedern tue ihnen keinen Gefallen. Noch schlimmer komme es allerdings mit Peter Ratrays Rezitation in „Where You Gonna Go?“: Dieses schreckliche 12-minütige Stück klinge wie eine Parodie auf Jazz & Lyrik und bestehe größtenteils aus Ratray, der „VAM-pire!“ schimpft.
Minasi scheint seine Inspirationsquelle nicht allzu ernst zu nehmen und bringe mit Melodien wie „Who's Your Dentist?“ und „Just One More Bite“ ein wenig Humor in die Dunkelheit, meint Dan McClenaghan in seiner Besprechung von The Vampire’s Revenge. Das Kerntrio würde den Klang bestimmen, und das Hin und Her zwischen kleinen und größeren Gruppierungen setze sich im gesamten Album fort. Während man den Klang – düster getönt und bei den größeren Ensemblepassagen kakophonisch – als „frei“ bezeichnen könne, scheint es, dass Minasi hinter der Freiheit ein großes Maß an Kontrolle ausübte. Er schaffe einen faszinierend gut komponierten Gruppensound ohne ausgedehnte Soli, sondern nur mit kürzeren Improvisationsausbrüchen, die in die geschriebenen Abschnitte eingefügt würden. Ein Highlight sei das 13-minütige „The Dark Side“, bei dem das Trio Minasi, Filiano und Krall nur vom Pianisten Matthew Shipp begleitet wird. Minasis spöttische, prägnante Gitarrenarbeit raste hinter Shipps hemmungslosem Spiel ein.
Der holprige Charakter des Kernprogramms des Bandleaders würde mit dem verbindenden roten Faden seiner sympathetischen Gitarre einhergehen, meint Jim Santella. Der Titelsong des Albums, „The Vampire's Revenge“, bringe kollektives instrumentales Jammern und Stöhnen ins Forum, während Minasi und Co. um die Vorherrschaft kämpfen. Jeder würde sich einmischen, während sich die Situation zuspitze und die Angelegenheit um einen in New York frei herumlaufenden Vampir noch mehr Chaos annehme. Minasis Experiment sei äußerst originell und dabei tiefgründig; es packe den Zuhörer fest und lasse ihn nicht mehr los.